# Alacska
 Alacska – wieś i gmina w północno-wschodniej części Węgier, w pobliżu miasta Miszkolc (węg. Miskolc).
Administracyjnie gmina należy do powiatu Kazincbarcika, wchodzącego w skład komitatu Borsod-Abaúj-Zemplén i jest jedną z jego 40 gmin.